# Première circonscription de Soro
La première circonscription de Soro est une des 121 circonscriptions législatives de l'État fédéré des nations, nationalités et peuples du Sud, elle se situe dans la Zone Hadiya. Son représentant actuel est Delamo Atore Feranjo.